# Памперо
Памперо (на испански: pampero) е студен, бурен южен вятър в Аржентина, Парагвай и Уругвай, понякога придружен с дъждове и гръмотевични бури.
Свързан е с минаването на студени фронтове и нахлуване на антарктичен въздух. Възниква внезапно. Рязко понижава темпертурата и повишава налягането. Първият етап се нарича „Влажен Памперо“, а втория – „Сух Памперо“, заради бурята от прах, която предизвиква. Най-силен период – между октомври и януари.